# Benelli (виробник мотоциклів)
Benelli — компанія-виробник мототехніки, найстаріша в Італії. Заснована сім'єю Бенеллі в Пезаро 1911 року. Деякий час займалась також випуском зброї, що переросло в окрему компанію.

## Історія
Історія марки Benelli починається навесні 1911 року, коли вдова Тереза Бенеллі з метою забезпечення роботою шести своїх синів — Джузеппе, Джованні, Філіппо, Франческо, Доменіко та Антоніо, яким на той час було від 9 до 22 років, вклала всі кошти сім'ї у відкриття механічного цеху. На початку це був просто гараж, де хлопці ремонтували техніку, при цьому виготовляючи деякі запасні частини для автомобілів та мотоциклів. Але в братів була мрія: виготовляти мотоцикли. І через вісім років, у 1919 році, на світ з'явився перший двигун: двотактний, з робочим об'ємом 75 ³см, який встановлювався на передній вилці велосипеда.
У грудні 1921 року з'явився перший повноцінний мотоцикл Benelli — Velomotore, оснащений двотактним двигуном об'ємом 98 см³, який випускався у двох модифікаціях: Touring та Sport. На базі нього у 1923 році була випущена версію зі збільшеним об'ємом двигуна, до 147 см³. На цьому мотоциклі Тоні Бенеллі почав здобувати перемоги на гоночних трасах Європи.
У 1926 році Джузеппе Бенеллі розробив новий мотоцикл, оснащений 4-тактним двигуном робочим об'ємом 175 см³, з верхнім розподільчим валом, який приводився в дію каскадом шестерень. На ньому Тоніно Бенеллі 4 рази виграв чемпіонат Італії — у 1927, 1928, 1930 і 1931 роках.
Збільшення виробництва та комерційний успіх (175-ий випускався у декількох модифікаціях до 1934 року, коли був замінений спочатку на 500, а потім на 250) визначили необхідність розширення заводу, тому в 1932 році брати Бенеллі придбали приміщення пилорами Молароні.

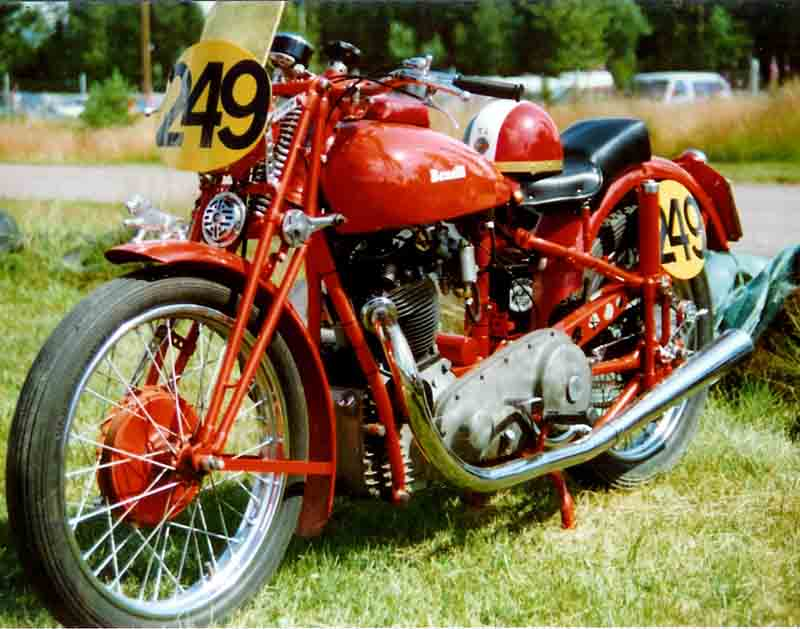
Benelli Monalbero Sport 500cc, модель 1935 року

Через 2 роки, у 1934 році, Benelli представила два нових гоночних мотоцикли: 250 та 500, двигуни яких були оснащені двома розподільними валами (технологія Twin cam). У 1940 році побачили світ мотоцикл 500 з боковим розташуванням клапанів та унікальна гоночна модель, оснащена двигуном з подвійним верхнім розподільним валом (DOHC) та нагнітачем. На жаль, вона ніколи не брала участі у гонках — з початок Другої світової війни компанія перейшла на випуск виключно військової продукції.
У цей період Benelli була на вершині успіху, її штат становив близько 800 співробітників, але Друга світова війна зруйнувала все. Бомбардування союзниками і розграбування німцями перетворили великий завод на купу щебеню і порожніх складів.
Після війни брати Бенеллі не схилили голову і знову взялися до справи. Першою їхньою роботою стало переобладнання 1 000 військових мотоциклів, в основному британських, залишених союзниками на полі бою, у цивільні. У 1947 році Benelli відновила свою участь у гонках.
1948 рік став вирішальним для компанії: брати найняли гонщика Даріо Амброзіні, а 14 жовтня оголосили про відновлення випуску мотоциклів. Вінцем спортивних успіхів відродженої Benelli стало завоювання Амброзіні титулу чемпіона світу з мотогонок серії Гран-Прі в класі 250cc у 1950 році.
У кінці 40-х років Джузеппе, через непримиренні розбіжності з братами, залишив Benelli та почав випуск мотоциклів під брендом «Motobi». Продукцією марки стали малі та середні мотоцикли, оснащені 2- та 4-тактними двигунами з горизонтальним розташуванням циліндрів, за що в народі називались «яйцем». Компанія досягла комерційних та спортивних успіхів, здобувши понад 1000 перемог у гонках у п'ятдесяті та шістдесяті роки минулого століття.
У 1951 році Benelli представила мотоцикл Leoncino (італ. Маленький лев), оснащений 4-тактним двигуном з робочим об'ємом 125 см³ та верхнім розташуванням розподільчого валу. Він мав шалений комерційний успіх, а в 1953 році гонщик Леопольдо Тартаріні виграв на Leoncino престижну гонку Motogiro d'Italia.
У 1961 році компанія відсвяткувала свій п'ятдесятирічний ювілей і в наступному році, щоб краще впоратися з кризою, що охопила мотоциклетну галузь, Benelli об'єдналась з Motobi. У ці роки команда здобула багато перемог, спочатку з Тарквіньйо Провіні та Ренцо Пасоліні на 4-циліндровому 250cc, а згодом з австралійцем Келом Каррузерсом, який у 1969 році виграв другий чемпіонат світу для Benelli.
У 1960-тих модельний ряд продукції заводу був досить широким: від скутерів до Tornado — великого мотоциклу, оснащеного двоциліндровим двигуном об'ємом 650 см³.

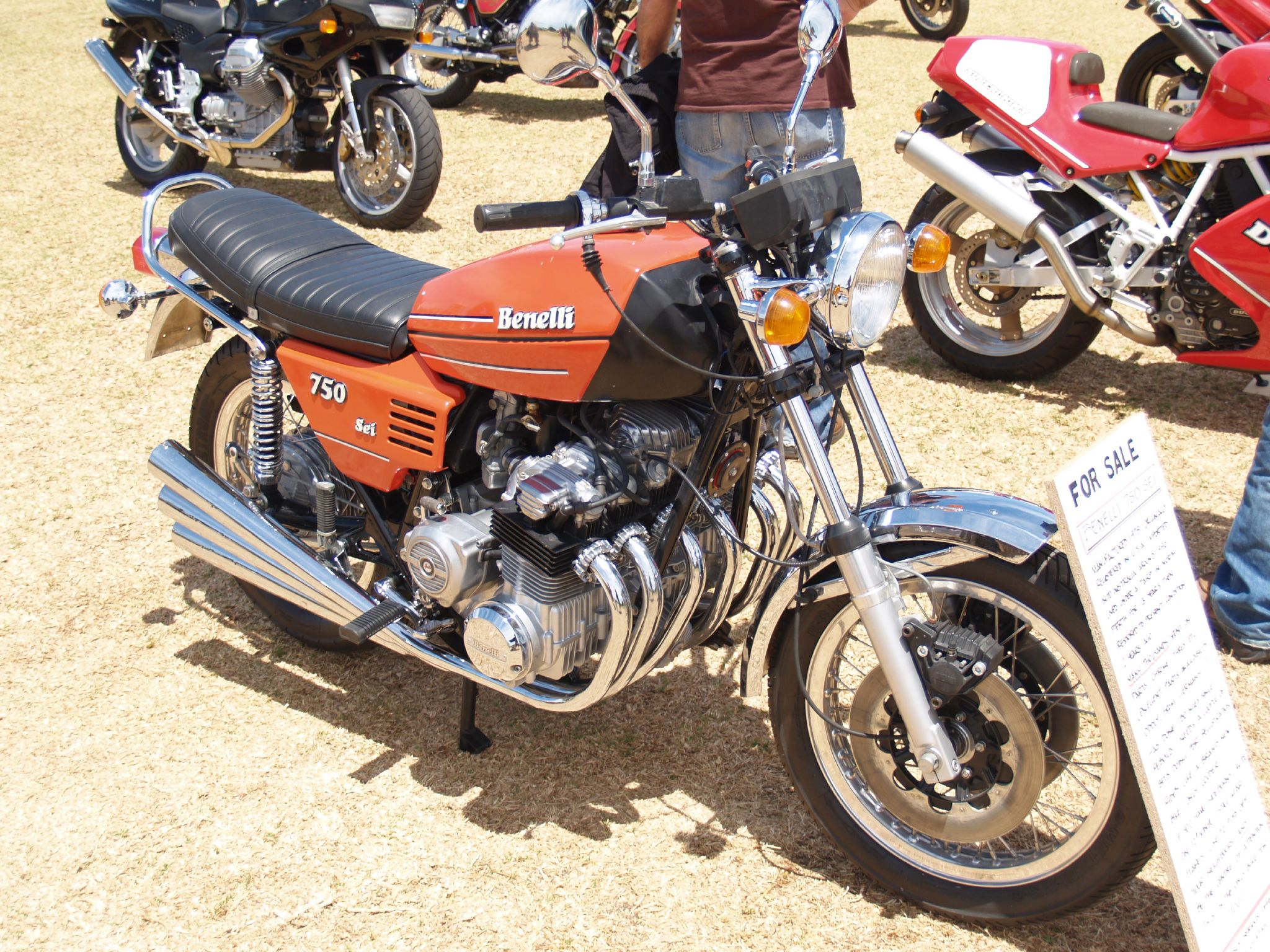
Benelli Sei — перший серійний мотоцикл у світі, оснащений 6-циліндровим двигуном

У 1972 році Benelli була придбана аргентинським підприємцем Алехандро Де Томазо. Новий власник відновив та розширив спектр моделей, представивши серію мультициліндрових мотоциклів різних розмірів з флагманом — шестициліндровим Sei 750cc (перший серійний мотоцикл з шестициліндровим двигуном у світі), а також побудував новий завод.
У цей період в Європі починається експансія японських виробників, які пропонують більш технічно досконалі мотоцикли. Це призвело до поступового зменшення продажів та повної зупинки виробництва у 1988 році. Щоб зберегти легендарну марку від банкрутства, 23 жовтня 1989 року Benelli продають місцевому промисловцю Джанкарло Сельчі, власнику Biesse Group. Новий власник прагне закріпитись у ніші скутерів, випустивши моделі Devil та Scooty. Спочатку продажі тримаються на непоганому рівні, але згодом майбутнє компанії знову стає невизначеним.
У 1995 році компанія переходить у власність Merloni Group з Фабріано — компанії, відомої в основному як виробника побутової техніки Ariston та Indesit. Першою моделлю стає скутер 491, який має непоганий успіх на ринку. За ним було випущено ще кілька моделей скутерів, після чого Benelli випускає 2 великих мотоцикли: Tornado (з три-циліндровим двигуном об'єму 900 см³), який представляє марку в чемпіонаті світу серії Superbike, та TnT (1130 см³). Але після цього компанія знову зазнає кризи.
У грудні 2005 року Benelli стає власністю китайської Qianjiang Group, яка має чималий досвід у мотоциклетній галузі. У Китаї 14 тисяч працівників щороку виробляють понад 1,2 млн двоколісних транспортних засобів, а також більше двох мільйонів двигунів.

## Інновації
Компанія Benelli внесла значний внесок у розвиток конструкції мотоцикла, зокрема випустила перший серійний мотоцикл з приводом верхнього розподільчого валу шестернями; перший італійський дорожній мотоцикл з маятниковою задньою підвіскою; перший 4-циліндровий 250-кубовий гоночний байк; перший 6-циліндровий дорожній мотоцикл; перший 4-циліндровий 250-кубовий дорожній мотоцикл.

## Успіхи у мотоспорті

### MotoGP

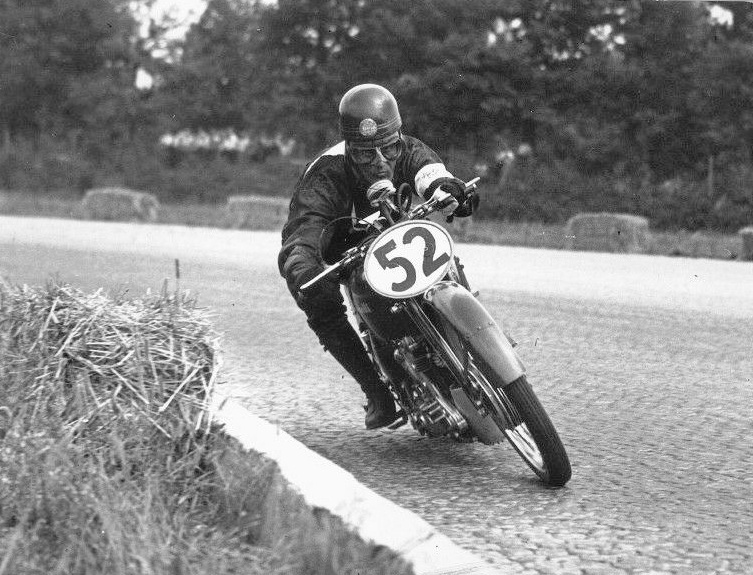
Гонщик команди Даріо Амброзіні на Гран-Прі Націй, сезон 1949

З моменту створення чемпіонату світу MotoGP компанія брала активну участь у змаганнях. Найбільших успіхів вона досягла у класі 250cc. Уже в першому сезоні її гонщик Даріо Амброзіні боровся за перемогу в загальному заліку, проте в підсумку посів друге місце. Він взяв реванш вже в наступному сезоні, вигравши 3 з 4 гонок класу. На жаль, життя Амброзіні трагічно обірвалось у 1951 році, під час Гран-Прі Франції. Після цього Benelli припинила свою участь у змаганнях майже на 10 років. Наступна хвиля успіхів настала у 1960-их і була пов'язана з перемогами Тарквіньйо Провіні та Ренцо Пасоліні. А в 1969 році австралієць Кел Каррузерс виграв для команди другий чемпіонат.
| Сезон | Клас  | Титул конструктора | Титул пілота | Переможець      |
| ----- | ----- | ------------------ | ------------ | --------------- |
| 1950  | 250сс | +                  | +            | Даріо Амброзіні |
| 1969  | 250сс | +                  | +            | Кел Каррузерс   |